# Jules Ferry

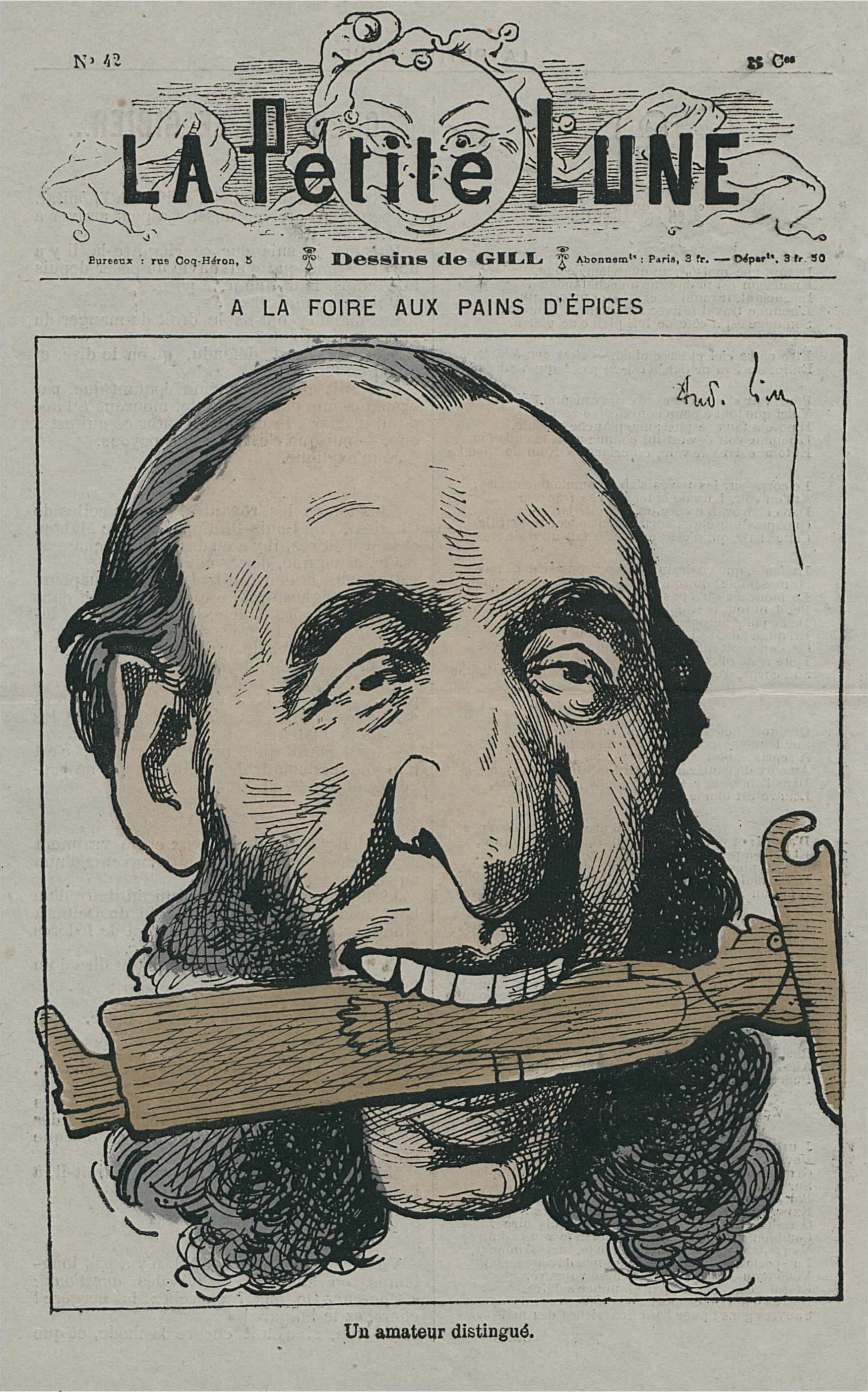
Karykatura Ferry'ego zjadającego przedstawiciela kleru z piernika (1878).

Jules François Camille Ferry (ur. 5 kwietnia 1832 w Saint-Dié-des-Vosges, zm. 17 marca 1893 w Paryżu) – francuski polityk (przeciwnik Napoleona III), wolnomularz, twórca współczesnego obowiązkowego, bezpłatnego i laickiego szkolnictwa. W latach 80. XIX wieku przeżył dwa zamachy na swoje życie, zmarł na atak serca (w niecały miesiąc po wyborze na Przewodniczącego Senatu) po zamachu dokonanym przez fanatyka religijnego.

## Życiorys
Jego ojcem był adwokat Charles-Édouard Ferry, natomiast matką – Adèle Jamelot. Był merem Paryża w czasie oblężenia tego miasta (od 15 listopada 1870 do 5 czerwca 1871). W 1872 był ambasadorem w Grecji. Później dwukrotnie pełnił funkcję premiera Francji (jako 44. od 23 września 1880 do 14 listopada 1881 oraz jako 49. od 21 lutego 1883 do 6 kwietnia 1885. Będąc ministrem oświaty podjął trzy batalie o szkołę: bezpłatną, obowiązkową i laicką. Zdecydowanie opowiadał się za nauczaniem moralnym i obywatelskim. Jego zdaniem, prawa mniejszości protestanckiej czy niewierzącej są równie ważne jak prawa większości katolickiej. Prawa te miała gwarantować właśnie szkoła niekonfesyjna, neutralna światopoglądowo. Promował ekspansję kolonialną Francji.

## Prawa Jules'a Ferry’ego
Seria ustaw dotyczących szkolnictwa podstawowego, która uczyniła nauczanie w szkole podstawowej bezpłatnym. Dzięki temu szkoła podstawowa we Francji stała się obowiązkowa i darmowa dla dziewcząt i chłopców. Twierdził, że nauka jest podstawą demokracji z czego wynika idea równości praw do edukacji i jej jedności, zarówno dla dzieci biednych jak i bogatych. W 1882 nauczanie stało się również laickie. Przepisy prawne z 1882 nie przewidywały obowiązków wobec Boga, choć z programów szkolnictwa podstawowego zniknęły one dopiero w 1923. Ustawa z 1882 uwzględniała natomiast podstawy moralności; ponadto szkoły publiczne przeznaczały jeden dzień w tygodniu (poza niedzielą) wolny od zajęć dla umożliwienia nauczania religijnego zawsze poza budynkami szkolnymi tym, których rodzice tego zapragną. Uczelniom zgromadzeń zakonnych odebrano prawo nadawania licencjatu i posługiwania się nazwą uniwersytetu.